# 1-ша армія (Австро-Угорщина)
1-ша а́рмія  (нім. 1. Armee) — польова армія австро-угорських сухопутних військ за часів Першої світової війни.

## Історія
1-ша армія (нім. 1. Armee) була сформована у липні 1914 року.
У липні 1915 року 1-ша армія генерала Пауля Пугалла взяла участь у битві під Сокалем. Підрозділи отримали наказ забезпечити правий фланг армії Августа фон Макензена, яка просувалася на північ у напрямку Бреста-Литовського. Для цього необхідно було встановити надійний контроль над лінією Західного Бугу на відтинку між Жджарами (сучасне село Заставне Володимирського району Волинської області) та селищем Дуб (Dąb), що колись існувало поблизу Великих Мостів.

Завдання полягало в усуненні загрози прориву російських військ з боку  Володимира та Сокаля. Головною метою операції була «Гора Сокаль» — найвища точка місцевості, а саме місто Сокаль було звільнене 18 липня 1915 року в ході наступу.

## Командування

### Командувачі
1-ше формування
- генерал кінноти Віктор фон Данкль (нім. Viktor Dankl) (14 серпня 1914 — 23 травня 1915);
- генерал кінноти Карл фон Кірбах (нім. Karl von Kirchbach) (23 травня — 10 червня 1915);
- генерал-лейтенант Пауль Пугалло фон Брльоґ (нім. Paul Puhallo von Brlog) (10 червня — 26 липня 1915);

2-ге формування
- генерал від інфантерії Артур Арц фон Штрауссенбург (нім. Artur Arz von Straussenburg) (16 серпня 1916 — 1 березня 1917);
- генерал кінноти Франц Рор фон Дента (нім. Franz Rohr von Denta) (1 березня 1917 — 15 квітня 1918).